# Діаманда Галас
Діама́нда Гала́с (англ. Diamanda Galás; нар. 29 серпня 1955, Сан-Дієго) — американська авангардна співачка, композитор, художниця й піаністка (зокрема грає на органі). Також працює в жанрі перформансу.
Галас має рідкісний голос діапазоном у три з половиною октави. Під час її виступів часто чути крики, шипіння й ричання. Здебільшого тематика її творів присвячена проблемам СНІДу, ментальних захворювань, відчаю, несправедливості, осуду й втрати почуття гідності. Вона працювала з багатьма авангардними композиторами, серед яких Яніс Ксенакіс, Вінко Ґлобокар і Джон Зорн.

## Біографія
Діаманда Галас народилася й виросла в Сан-Дієго, Каліфорнія. Перед тим, як переїхати до Європи, вона досліджувала різноманітні музичні форми. Дебютувала на Авіньйонському фестивалі у Франції 1979 року, виконуючи головну роль в опері Вінко Ґлобокара Jour comme un autre, основаній на документах Міжнародної Амністії про арешт і тортури туркені, яку звинуватили у державній зраді.
Перший альбом Галас «The Litanies of Satan» вийшов 1982 року, другий, «Diamanda Galas», — у 1984 році.
Творчість Діаманди Галас здобула увагу широкого загалу завдяки оперній трилогії «The Masque of the Red Death», що складалася з трьох частин: «The Divine Punishment» («Божа кара»), «Saint of the Pit» і «You Must Be Certain of the Devil». Там вона зобразила страждання людей, хворих на СНІД. Невдовзі після початку запису першої частини трилогії її брат, драматург Філіп-Дімітрій Галас, захворів, ця подія змусила Галас подвоїти свої зусилля. Філіп-Дімітрій Галас помер 1986 року, якраз перед закінченням роботи над трилогією.
У 1988 році Галас приєдналася до антиснідової групи ACT UP.
У 1990 році Галас виступила з концертом у Cathedral of Saint John the Divine в Нью-Йорку, запис його вийшов у продаж 1991 року під назвою «Plague Mass». У ньому вона звинуватила Римо-католицьку церкву у байдужості щодо проблеми СНІДу.
Діаманда Галас також співає в блюзовому стилі, виконуючи багато пісень у власному оригінальному аранжуванні для фортепіано. Ця сторона її творчості найліпше представлена в альбомі «The Singer», в якому вона виконала кавери на пісні Віллі Діксона, Джея Говкінса (Screamin' Jay Hawkins) та ін.. Варто також виділити пісню відомого угорського піаніста й композитора Реже Шереша «Gloomy Sunday», написану 1933 року й перекладену англійською мовою Десмондом Картером.
У 1994 році співпрацювала з басистом Led Zeppelin Джоном Полом Джонсом, а результатом цієї співпраці того ж року став запис The Sporting Life.
У 1996 році Галас випустила книгу «The Shit of God».

## Дискографія
- 1982 — The Litanies of Satan
- 1984 — Diamanda Galás, re-released as «Panoptikon»
- 1986 — The Divine Punishment
- 1986 — Saint of the Pit
- 1988 — You Must Be Certain of the Devil
- 1989 — Masque of the Red Death Trilogy: The Divine Punishment, Saint of the Pit, and You Must Be Certain of the Devil
- 1991 — Plague Mass (Live)
- 1992 — The Singer
- 1993 — Vena Cava (Live)
- 1994 — The Sporting Life, with John Paul Jones
- 1996 — Schrei X (Live)
- 1998 — Malediction & Prayer (Live)
- 2003 — La Serpenta Canta (Live)
- 2003 — Defixiones, Will and Testament (Live)
- 2008 — Guilty Guilty Guilty (Live)
- 2009 — The Cleopatra Set (Live)